# Cotonopsis lindae
Cotonopsis lindae is een slakkensoort uit de familie van de Columbellidae. De wetenschappelijke naam van de soort is voor het eerst geldig gepubliceerd in 1989 door Petuch.